# Vogue Far away SEASONS
《vogue Far away SEASONS》（時尚 遠走 四季）是日本歌手濱崎步發行的影像作品，也是首張同時發行VHS與DVD版本的影像作品。VHS在2000年7月12日於日本發售。DVD則在2000年9月20日於日本發售。

## 說明
- 本作收錄範圍為以「濱崎三部曲」為中心。分別為第14張單曲《vogue》、第15張單曲《Far away》第16張單曲《SEASONS》的音樂錄影帶與廣告。
- 本作發行的VHS與DVD由於價格與發行日期均不同，故內容亦有不同。以DVD版本較齊全。
  - 本作VHS定價為¥1,050，與DVD定價為¥1,575。

## VHS收錄內容
- 發行日期：2000年7月12日

1. vogue Far away SEASONS (Video clip)
2. vogue Far away SEASONS (TV-CM)
3. making of vogue Far away SEASONS
4. Credit

## DVD收錄內容
- 發行日期：2000年9月20日

1. vogue Far away SEASONS (Video clip)
2. vogue Far away SEASONS (TV-CM)
3. making of vogue Far away SEASONS
4. Credit